# Джон Інґрам Мак-Морран
Джон Інґрам Мак-Морран (англ. John Ingram McMorran, 19 червня 1889 — 24 лютого 2003) — американський довгожитель, вік якого підтверджений Групою геронтологічних досліджень (GRG) та Групою LongeviQuest (LQ). На момент своєї смерті він був найстарішим живим чоловіком в США і 2-м найстарішим живим чоловіком у світі після Юкіті Тюґандзі. Також він входив до топ 5 найстаріших чоловіків у світовій історії. Крім того, на той час він був найдовше живим чоловіком, який ніколи не мав титулу найстарішого живого чоловіка у світі. Помер у віці 113 років, 250 днів.

## Біографія
Джон Інґрам Мак-Морран народився 19 червня 1889 року в штат Мічіган, США. Його мати було звати Лідія Інграм, а батька Джордж Макморран, він був найстаршою дитиною в сім'ї. Його сестра прожила 103 роки.
Під час Першої світової війни, Джон Мак-Морран працював на фабриці боєприпасів, заробляючи 1 долар на день.
У 1950-х роках возив молоко, поки не влаштувався на роботу рознощиком пошти.
У 1964 році померла його дружина Меті померла. У пари був єдиний син Роберт Джон, але Мак-Морран пережив його.
У віці 84 років він вийшов на пенсію, у 1990 році він до Лейкленду, штат Флорида, де жив у медичному закладі до кінця свого життя. Він курив упродовж 80 років, лише кинув палити у віці 97 років.
В останні роки у Мак-Моррана погіршився зір і людям доводилося кричати, щоб їх почули.
Мак-Морран помер 24 лютого 2003 року, в штат Флорида, США, у віці 113 років, 250 днів. Він є найстарішим підтвердженим чоловіком, який колись народився в американському штаті Мічиган.

## Рекорди довгожителя
- 1 березня 2001 року, після смерті 112-річного Джона Пейнтера, він став найстарішим живим чоловіком в США.